# Osvaldas Šarmavičius

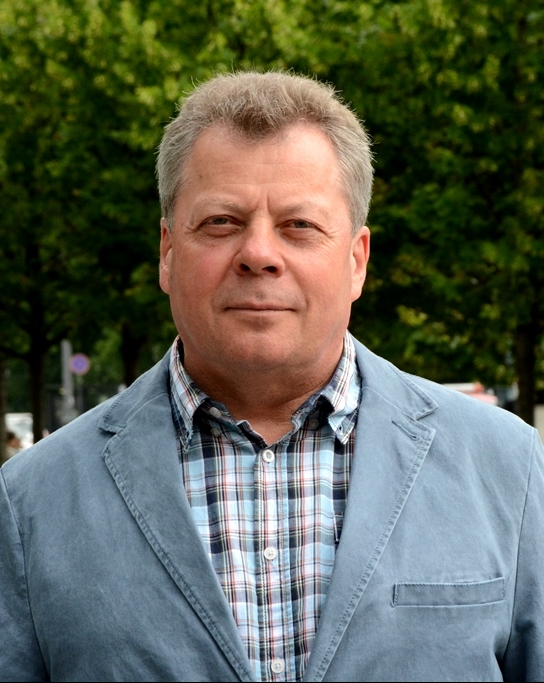
Osvaldas Šarmavičius

Osvaldas Šarmavičius (* 1. Oktober 1955 in Vidiškės, Rajongemeinde Ukmergė) ist ein litauischer sozialdemokratischer Politiker und ehemaliger Bürgermeister der Rajongemeinde Šilalė.

## Leben
Nach seiner Schulzeit von 1962 bis 1973 mit abschließendem Abitur und der Musikschule in Ukmergė von 1965 bis 1970 absolvierte er von 1973 bis 1978 das Diplomstudium der Technologie an der Fakultät für Leichtindustrie im Kauno politechnikos institutas in Kaunas. Von 1977 bis 1979 arbeitete er als Meister im Möbelkombinat Jonava, von 1987 bis 1990 bei Lietuvos komunistų partija in Šilalė. Von 2000 bis 2001 war er Bürgermeister der Rajongemeinde Šilalė.
Ab 1990 war er Mitglied der Lietuvos demokratinė darbo partija und ab 2001 der LSDP.